# Kanegra
Kanegra (italsky Canegra) je zaniklá vesnice v Chorvatsku v Istrijské župě. Je součástí opčiny města Buje, od něhož se nachází asi 12 km na severozápad. Vesnice je známá jako turistické letovisko, je ovšem obydlená ale pouze v létě; v zimě zde nikdo nežije, tudíž ve vesnici nejsou žádní stálí obyvatelé. Nejvíce stálých obyvatel (28) zde žilo v roce 1948, naposledy byla vesnice trvale obydlena v roce 1971, kdy zde trvale žili dva obyvatelé.